# Azorella albovaginata
Azorella albovaginata är en växtart i släktet Azorella och familjen flockblommiga växter.
Arten är en liten buske och förekommer i centrala Chile och västra Argentina. Den beskrevs först av John Gillies och William Jackson Hooker och fick sitt nu gällande namn av G.M.Plunkett & A.N.Nicolas.
Utöver nominatformen finns även varieteten A. a. var. pauciflorum.